# Кунигунда от Алтдорф
Кунигунда от Алтдорф (на немски: Kunigunde von Altdorf, Chuniza; * 1020, † 31 август 1054) от швабските стари Велфи, е прародител на младите Велфи (Велфи-Есте).

## Произход
Тя е дъщеря на швабския граф Велф II († 1030) и на Имица/Ирментруд „от Глайберг“ († 1057), дъщеря на граф Фридрих Люксембургски († 1019) и племенница императрица Кунигунда Люксембургска († 1033). Кунигунда е сестра на бездетния херцог Велф III от Каринтия († 1055).

## Фамилия
Кунигунда се омъжва ок. 1035 г. за маркграф Алберто Ацо II д’Есте от Милано († 1097) от италианската фамилия Есте, единствен син на маркграф Алберто Ацо I († 1029) и съпругата му Аделе. Двамата имат един син:
- Велф IV д’Есте (* 1030/1040, † 1101), наследява чичо си през 1055 г. и е херцог на Бавария (1070 – 1077). Той е прародител на немската линия Велфи-Есте.